# トラブルメイカー (オリー・マーズの曲)
「トラブルメイカー」(Troublemaker)は、オリー・マーズの楽曲。

## 概要
- 本曲は3枚目のスタジオ・アルバム『ライト・プレイス・ライト・タイム』から1枚目のシングルとしてリリースされた。
- フロー・ライダーをフィーチャリングしている。
- 全英シングルチャートでは自身4曲目となる首位を2週連続で獲得した[1]。

## 収録曲
CDシングル
1. Troublemaker
2. Troublemaker (Cutmore Club Mix)